# Torsby IF
Torsby IF, bildad 1909, är en idrottsförening i Torsby. Förutom fotboll bedriver klubben även handbollsverksamhet. Klubben är känd genom de fotbollsspelande bröderna Marcus och Jonatan Berg, Mimmi Larsson samt fotbollstränarna Gunder Bengtsson och Sven Göran Eriksson. En legendarisk ledare i klubben var Sven-Åke "åsen" Olsson. 
I fotboll spelade klubben i Sveriges tredje högsta division säsongerna 1944/1945, 1966, 1967, 1968 och 1981. 1998 hade Torsby IF ett framgångsrikt år genom serieseger för A-laget i division 5, juniorlaget vann Juniorallsvenskan Västra Svealand och samma juniorer vann även distriktsmästerskapet efter vinst med 5-4 mot Degerfors IF.